# ماكادام تريبي (فلم)
ماكادام تريبي (بالفرنسية: Macadam Tribu) هُو فيلم دراما وكوميديا صدر سنة 1996 وأخرجه جوزيه زيكا لابلين. اختير الفيلم ليكون ترشيح جمهورية الكونغو الديمقراطية الرسمي بخصوص جائزة الأوسكار لأفضل فيلم بلغة أجنبية في حفل توزيع جوائز الأوسكار السبعين، ولكن لم يتم ترشيحه للقائمة النهائية للجائزة.

## طاقم التمثيل
- بله حبيب ديمبيلي في دور بوب.

## روابط خارجية
مقالات تستعمل روابط فنية بلا صلة مع ويكي بيانات